# سلام (شهر)
سلام (به عربی: السلام) نام شهر و شهرستانی در استان قاهره مصر است.